# Tennis ai I Giochi panamericani giovanili
Le competizioni di tennis ai I Giochi panamericani giovanili si sono svolte dal 29 novembre al 4 dicembre a Cali, in Colombia

## Podi

### Ragazzi
| Evento    | Oro                             | Argento                                            | Bronzo                                  |
| Singolare | Gonzalo Bueno                   | Juan Carlos Prado                                  | Álvaro Guillén                          |
| Doppio    | Perù Gonzalo Bueno Ignacio Buse | Argentina Juan Manuel la Serna Lautaro Ballesteros | Paraguay Adolfo Vallejos Martin Vergara |

### Ragazze
| Evento    | Oro                                   | Argento                                      | Bronzo                               |
| Singolare | Luciana Moyano                        | Leyla Britez Risso                           | Daianne Hayashida                    |
| Doppio    | Perù Daianne Hayashida Lucciana Perez | Messico Julia García Maria Fernanda Martínez | Brasile Ana Candiotto Juliana Munhoz |

### Misto
| Evento | Oro                                          | Argento                                | Bronzo                                 |
| Doppio | Argentina Lautaro Ballesteros Luciana Moyano | Perù Christopher Ludeña Lucciana Perez | Messico Emiliano Aguilera Julia García |